# Kevin Foley
Kevin Patrick Foley (Luton, 1º novembre 1984) è un allenatore di calcio ed ex calciatore inglese naturalizzato irlandese, di ruolo difensore.

## Caratteristiche tecniche
Gioca come terzino.

## Carriera

### Luton Town
Inizia la sua carriera con la maglia del Luton Town, dove sta dal 2002 al 2007.

### Wolverhampton
Dal 2007 al gennaio 2015 milita in Inghilterra nel Wolverhampton. Ha esordito in Premier League il 15 agosto 2009 contro il West Ham. Lascia il club dopo aver realizzato 4 gol in 172 presenze

### I prestiti al Blackpool
Il 27 febbraio 2014 il Blackpool lo prende in prestito per un mese per emergenza. Qui colleziona cinque presenze.
Il 27 novembre 2014 l'irlandese ritorna per un nuovo prestito al Blackpool.
Il 3 gennaio 2015 finisce il prestito al Blackpool e così ritorna al Wolverhampton. Al Blackpool gioca 4 partite.

### Copenaghen
Il 12 gennaio 2015 il Wolverhampton comunica di aver rescisso il contratto con il calciatore irlandese e nello stesso giorno Foley, da giocatore svincolato, si accasa al Copenaghen, squadra danese.

### Nazionale
Ha esordito in nazionale in un'amichevole contro la Nigeria il 29 maggio 2009.

## Statistiche

### Cronologia presenze e reti in nazionale
| Cronologia completa delle presenze e delle reti in nazionale ― Irlanda | Cronologia completa delle presenze e delle reti in nazionale ― Irlanda | Cronologia completa delle presenze e delle reti in nazionale ― Irlanda | Cronologia completa delle presenze e delle reti in nazionale ― Irlanda | Cronologia completa delle presenze e delle reti in nazionale ― Irlanda | Cronologia completa delle presenze e delle reti in nazionale ― Irlanda | Cronologia completa delle presenze e delle reti in nazionale ― Irlanda | Cronologia completa delle presenze e delle reti in nazionale ― Irlanda |
| Data                                                                   | Città                                                                  | In casa                                                                | Risultato                                                              | Ospiti                                                                 | Competizione                                                           | Reti                                                                   | Note                                                                   |
| ---------------------------------------------------------------------- | ---------------------------------------------------------------------- | ---------------------------------------------------------------------- | ---------------------------------------------------------------------- | ---------------------------------------------------------------------- | ---------------------------------------------------------------------- | ---------------------------------------------------------------------- | ---------------------------------------------------------------------- |
| 29-5-2009                                                              | Londra                                                                 | Irlanda                                                                | 1 – 1                                                                  | Nigeria                                                                | Amichevole                                                             | -                                                                      | 72’                                                                    |
| 25-5-2010                                                              | Dublino                                                                | Irlanda                                                                | 2 – 1                                                                  | Paraguay                                                               | Amichevole                                                             | -                                                                      | 82’                                                                    |
| 17-11-2010                                                             | Dublino                                                                | Irlanda                                                                | 1 – 2                                                                  | Norvegia                                                               | Amichevole                                                             | -                                                                      | 67’                                                                    |
| 26-3-2011                                                              | Dublino                                                                | Irlanda                                                                | 2 – 1                                                                  | Macedonia                                                              | Qual. Euro 2012                                                        | -                                                                      |                                                                        |
| 29-3-2011                                                              | Dublino                                                                | Irlanda                                                                | 2 – 3                                                                  | Uruguay                                                                | Amichevole                                                             | -                                                                      |                                                                        |
| 24-5-2011                                                              | Dublino                                                                | Irlanda                                                                | 5 – 0                                                                  | Irlanda del Nord                                                       | Amichevole                                                             | -                                                                      | 70’                                                                    |
| 29-5-2011                                                              | Dublino                                                                | Irlanda                                                                | 1 – 0                                                                  | Scozia                                                                 | Amichevole                                                             | -                                                                      | 66’ 72’                                                                |
| 7-6-2011                                                               | Liegi                                                                  | Italia                                                                 | 0 – 2                                                                  | Irlanda                                                                | Amichevole                                                             | -                                                                      | 60’                                                                    |
| Totale                                                                 |                                                                        | Presenze                                                               | 8                                                                      |                                                                        | Reti                                                                   | 0                                                                      |                                                                        |

## Palmarès

### Club

#### Competizioni nazionali
- Football League Championship: 1

Wolverhampton: 2008-2009